# Музрабадский район
Музрабадский район (узб. Muzrabot tumani / Музработ тумани) — административная единица в Сурхандарьинской области Узбекистана. Административный центр — городской посёлок Халкабад.

## История
Район был образован в 1968 году под названием Гагаринский район в честь Ю.А. Гагарина. В 1992 году переименован в Музрабадский район.

## Административно-территориальное деление
По состоянию на 1 января 2011 года в состав района входят:
- 10 городских посёлков:

1. Ак Алтын,
2. Ат-Термизий,
3. Гагарин,
4. Гулистан,
5. Дустлик,
6. Казоёкли,
7. Таскент,
8. Таскент-1,
9. Халкабад,
10. Чегарачи.

- 9 сельских сходов граждан:

1. Абадан,
2. Бешкутан,
3. Больдыр,
4. Гулистан,
5. Каракамар,
6. Музрабад,
7. Навбахор,
8. Халкабад,
9. Шураб.